# Обухов, Сергей Трофимович
Серге́й Трофи́мович Обу́хов (20 января 1855 — 6 июня 1928, Бийанкур) — русский оперный певец (баритон), солист Большого театра (1899—1902), управляющий Московской конторой Императорских театров, статский советник.

## Биография
Из потомственных дворян. Сын коллежского асессора Трофима Ивановича Обухова (1818—после 1877) и Елизаветы Ильиничны Боратынской (1825—1912). Дядя известной оперной певицы Надежды Обуховой, композитора Николая Обухова и актрисы Варвары Обуховой.
В 1877 году окончил Александровское военное училище по 1-му разряду, откуда был выпущен прапорщиком в 2-ю Запасную артиллерийскую батарею. Участвовал в русско-турецкой войне 1877—1878 годов.
В 1879 году, продолжая службу в Москве, начал брать уроки пения у Эрнста Тальябуэ. Выступал в концертах и любительских оперных спектаклях. В 1880 году вышел в отставку и уехал в Италию, где учился пению у Ваннучини, Гамбоджи и Э. Чимма. Затем в течение восьми лет выступал в итальянских оперных театрах под псевдонимом Орбилиар. В 1896 году вернулся в Россию, участвовал в благотворительных концертах в Большом и Малом театрах. Затем вновь уехал в Италию, где до 1898 года выступал на оперных сценах.
В 1899—1902 годах был солистом Большого театра. Первыми партиями Обухова стали Эскамилио в «Кармен» и Валентин в «Фаусте». Кроме того, исполнял партии Онегина в «Евгении Онегине», Жоржа Жермона в «Травиате» и графа де Невера в «Гугенотах». С 1902 года заведывал монтировочной частью театра.
В 1910—1917 годах был управляющим Московской конторой Императорских театров. При его участии в Большом театре были поставлены «Сказка о царе Салтане» Римского-Корсакова и «Кольцо нибелунга» Вагнера. Состоял членом Московского автомобильного общества.
После революции эмигрировал во Францию. Скончался в 1928 году в парижском пригороде Бийанкур. Похоронен на местном кладбище.